# Speedski-Weltcup
Der Speedski-Weltcup ist ein vom Internationalen Skiverband (FIS) ausgetragener internationaler Wettbewerb im Geschwindigkeitsskifahren. Der Weltcup wird seit dem Jahr 2000 alljährlich zwischen Januar und April ausgetragen. Die Rennen finden in Europa und Nordamerika statt.

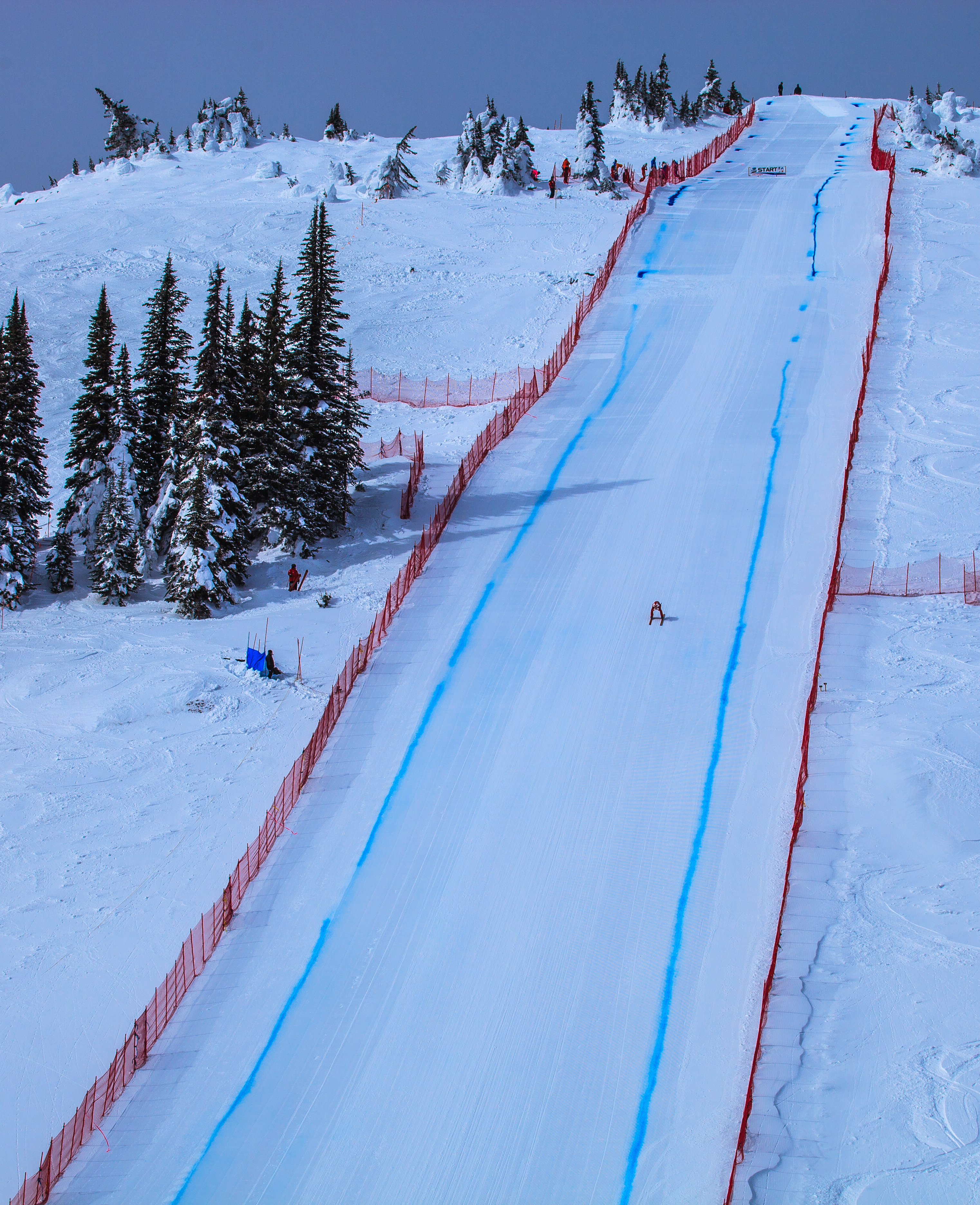
Velocity Challenge im Sun Peaks Resort

## Reglement

### Klassen
Ursprünglich gab es eine Klasse: Speed 1 (S1), welche daher auch als klassische Klasse bezeichnet wird. Zur Saison 2008 und 2009 wurden dann drei weitere Klassen eingeführt: Speed 1 Junior, Speed Downhill (SDH, auch production Klasse) und Speed Downhill Junior (SDH Junior). Während in der Speed 1-Klasse mit Spezialhelm, Spoilern, Spezialanzug und mit 240 cm Skiern gefahren wird, nutzt man in der Downhill-Klasse ganz normale Abfahrtsausrüstung. In den Junioren-Klassen konnten Athleten von 15 bis 20 Jahren teilnehmen.
Nachdem die Klasse S1 Junior nur eine Saison ausgetragen wurde, etablierten sich die anderen beiden Klassen zunehmend. Dennoch werden diese seit der Saison 2018 nicht mehr als Weltcuprennen, sondern lediglich als FIS-Rennen ausgetragen. Ferner wurden die Klassen in S2 und S2 Junior umbenannt. Ziel sei es zu betonen, was das Geschwindigkeitsskifahren eigentlich ist.

### Modus
Die Athleten treten auf speziell präparierten Pisten gegeneinander an. Im Weltcup gibt es keine Streckenbesichtigung wie bei den alpinen Bewerben, sondern ein freies Training. Die Rennleitung wählt für das freie Training den Startpunkt so aus, dass 160 km/h nicht überschritten werden können. Der Startpunkt wird nach jedem Lauf nach oben verlegt, um die Geschwindigkeit deutlich zu steigern. Die ersten Rennläufe dienen zur Qualifikation. Die langsamsten Fahrer scheiden aus. Es gibt auch einen sogenannten technischen Cut, bei dem unsichere Fahrer ausscheiden. Nach den Renn- oder Qualifikationsläufen folgen das Halbfinale und das Finale. Es wird in umgekehrten Startreihenfolge gestartet, der Schnellste startet also als Letzter. Beim Finale wird vom höchsten Startpunkt aus gefahren, um die schnellste Geschwindigkeit zu erreichen. Diese wird im Finale gewertet.

### Weltcup-Punktesystem
Bis zur Saison 2011 wurden für Männer und Frauen verschiedene Weltcuppunktesysteme verwendet. Seit 2012 wird das Punkteraster des Alpinen Skiweltcups analog verwendet (1. = 100, 2. = 80, 3. = 60. usw.)

## Gesamtsieger
Die erfolgreichsten Sportler im Speedski-Weltcup sind die US-Amerikanerin Tracie Sachs, die Schwedin Sanna Tidstrand und die Italienerin Valentina Greggio mit je fünf Weltcupgesamtsiegen, sowie der Italiener Simone Origone, welcher zwischen 2004 und 2023 14 mal eine Kristallkugel erringen konnte.

### Männer
| Saison | S1                   | S1 Junior     | SDH                            | SDH Junior              |
| ------ | -------------------- | ------------- | ------------------------------ | ----------------------- |
| 2002   | Philippe May         | –             | –                              | –                       |
| 2003   | John Hembel          | –             | –                              | –                       |
| 2004   | Simone Origone       | –             | –                              | –                       |
| 2005   | Simone Origone       | –             | –                              | –                       |
| 2006   | Simone Origone       | –             | –                              | –                       |
| 2007   | Simone Origone       | –             | –                              | –                       |
| 2008   | Ivan Origone         | –             | Marc Poncin                    | –                       |
| 2009   | Simone Origone       | Julien Kipfer | Günther Foidl                  | Charles Edouard Queyras |
| 2010   | Simone Origone       | –             | Günther Foidl                  | Stefano Bar             |
| 2011   | Simone Origone       | –             | Stefano Bar Sebastian Lindblom | Erik Backlund           |
| 2012   | Klaus Schrottshammer | –             | Gregory Meichtry               | Erik Backlund           |
| 2013   | Simone Origone       | –             | Günther Foidl                  | Erik Backlund           |
| 2014   | Klaus Schrottshammer | –             | Jan Farrell                    | Emmeric Mabit           |
| 2015   | Ivan Origone         | –             | Erik Backlund                  | Robin Portal            |
| 2016   | Simone Origone       | –             | Erik Backlund                  | Kevin Monay             |
| 2017   | Bastien Montes       | –             | Gregory Meichtry               | Ugo Portal              |
| 2018   | Simone Origone       | –             | –                              | –                       |
| 2019   | Simone Origone       | –             | –                              | –                       |
| 2020   | Simone Origone       | –             | –                              | –                       |
| 2021   | Simon Billy          | –             | –                              | –                       |
| 2022   | Simone Origone       | –             | –                              | –                       |
| 2023   | Simone Origone       | –             | –                              | –                       |
| Saison | S1                   | S1 Junior     | SDH                            | SDH Junior              |

### Frauen
| Saison | S1                     | S1 Junior         | SDH                | SDH Junior           |
| ------ | ---------------------- | ----------------- | ------------------ | -------------------- |
| 2002   | Karine Dubouchet Revol | –                 | –                  | –                    |
| 2003   | Tracie Sachs           | –                 | –                  | –                    |
| 2004   | Tracie Sachs           | –                 | –                  | –                    |
| 2005   | Tracie Sachs           | –                 | –                  | –                    |
| 2006   | Tracie Sachs           | –                 | –                  | –                    |
| 2007   | Tracie Sachs           | –                 | –                  | –                    |
| 2008   | Sanna Tidstrand        | –                 | –                  | –                    |
| 2009   | Sanna Tidstrand        | Lisa Hovland-Uden | Patty Moll         | Janni Maria Heikkola |
| 2010   | Linda Baginski         | –                 | –                  | Audrey Passet        |
| 2011   | Sanna Tidstrand        | –                 | –                  | –                    |
| 2012   | Sanna Tidstrand        | –                 | –                  | Britta Backlund      |
| 2013   | Sanna Tidstrand        | –                 | Valentina Greggio  | –                    |
| 2014   | Linda Baginski         | –                 | Cornelia Seebacher | Britta Backlund      |
| 2015   | Valentina Greggio      | –                 | Britta Backlund    | Clea Martinez        |
| 2016   | Valentina Greggio      | –                 | –                  | Clea Martinez        |
| 2017   | Valentina Greggio      | –                 | Clea Martinez      | Mathilda Persson     |
| 2018   | Valentina Greggio      | –                 | –                  | –                    |
| 2019   | Britta Backlund        | –                 | –                  | –                    |
| 2020   | Britta Backlund        | –                 | –                  | –                    |
| 2021   | Britta Backlund        | –                 | –                  | –                    |
| 2022   | Valentina Greggio      | –                 | –                  | –                    |
| 2023   | Britta Backlund        | –                 | –                  | –                    |
| Saison | S1                     | S1 Junior         | SDH                | SDH Junior           |

## Austragungsorte
Für den Speedski-Weltcup 2021 waren folgende Pisten homologiert. Möglich Einschränkungen finden sich ebenfalls in der Tabelle.
| Ort             | Piste                      | Starthöhe (in m ü. M.) | Zielhöhe (in m ü. M.) | Höhenunterschied (in hm) | Länge (in m) | Geschwindigkeit (in km/h) | Beschränkung            |
| --------------- | -------------------------- | ---------------------- | --------------------- | ------------------------ | ------------ | ------------------------- | ----------------------- |
| Andermatt       | Gemsstock                  | 2440                   | 2118                  | 322                      | 1050         | 200                       | Zunächst nur FIS-Rennen |
| Akureyri        | Hradabraut                 | 1010                   | 750                   | 260                      | 760          | 170                       | Zunächst nur FIS-Rennen |
| Arcs            | Aiguille Rouge             | 2710                   | 2145                  | 565                      | 1740         | 250                       |                         |
| Bad Mitterndorf | Skischanze                 | 986                    | 830                   | 156                      | 400          | 150                       |                         |
| Erzurum         | Ejder Speed                | 3144                   | 2597                  | 547                      | 1620         | 230                       | Zunächst nur FIS-Rennen |
| Formigal        | Tubo superior Tres Hombres | 2200                   | 1900                  | 320                      | 1000         | 230                       | Zunächst nur FIS-Rennen |
| Gavarnie-Gèdre  | Gypaete (Jean Lou Montes)  | 2020                   | 1840                  | 180                      | 800          | 190                       | Zunächst nur FIS-Rennen |
| Grimentz        | Lona                       | 2538                   | 2358                  | 180                      | 750          | 190                       |                         |
| Idre Fjäll      | Chocken                    | 872                    | 711                   | 161                      | 680          | 180                       |                         |
| Kaunertal       | Weißseeferner              | 3170                   | 2880                  | 290                      | 1339         | 180                       | Zunächst nur FIS-Rennen |
| Kirowsk         | BigWoodjavr150             | 1000                   | 850                   | 150                      | 500          | 150                       | Nur FIS-Rennen          |
| Kirowsk         | Speed200                   | 1016                   | 600                   | 416                      | 700          | 200                       | Zunächst nur FIS-Rennen |
| Pas de la Casa  | Riberal                    | 2538                   | 2338                  | 200                      | 887          | 190                       |                         |
| Sälen           | Väggen                     | 810                    | 609                   | 201                      | 609          | 200                       |                         |
| Salla           | Sallatuntturi              | 435                    | 270                   | 165                      | 550          | 170                       |                         |
| Sun Peaks       | Headwall                   | 2075                   | 1850                  | 225                      | 650          | 180                       |                         |
| Vars            | Chabrière                  | 2720                   | 2285                  | 435                      | 1220         | 250                       |                         |